# Savannah Cay
Savannah Cay är en ö i Belize. Den ligger i distriktet Belize, i den nordöstra delen av landet, 100 km nordost om huvudstaden Belmopan.